# Mary Elliott Hill
Mary Elliott Hill (South Mills (Nord de Califòrnia) 5 de gener de 1907- Frankfort (Kentucky) 12 de febrer de 1969) va ser una de les primeres dones afroamericanes a convertir-se en química. Hill va treballar en les propietats de la llum ultraviolada, desenvolupant metodologia analítica, i, en col·laboració amb el seu marit Carl McClellan Hill, desenvolupant la síntesi de cetena que va donar suport al desenvolupament de plàstics. Es creu que és la primera dona afroamericana a obtenir una llicenciatura en química.

## Primers anys i educació
Hill va néixer a la petita ciutat segregada de South Mills, Nord de Califòrnia el 5 de gener de 1907, i va tenir dos germans. La seva mare era Frances Bass, i el seu pare, Robert Elliott, bomber. Hill va començar a assistir a Virginia State College for Negroes, ara Virginia State University (VSU), el 1925, obtenint la seva llicenciatura en química el 1929.

## Trajectòria
Després d'obtenir el seu títol, Hill va començar a ensenyar el 1930 a l'Escola Secundària de Laboratori de VSU. El 1932 va ensenyar química a temps parcial a l'Institut Hampton, convertint-se en membre de la facultat a temps complet el 1937. De 1938 a 1942, va ensenyar a VSU. Hill també va fer estudis de postgrau a la Universitat de Pennsilvània en els estius, rebent el primer màster en química a una dona afroamericana 1941. Durant l'any següent, va ensenyar al Bennett College, i va ser nomenada professora ajudant de química a la Universitat Estatal Tennessee a & I. A l'any següent, es va mudar a la Universitat Estatal de Kentucky (KSU), on el seu marit, Carl McClellan Hill, era cap de departament de química. Va ser nomenada professora associada, i cap interina del departament de química de 1951 a 1952. En KSU, Hill va estudiar espectrofotometria ultraviolada, així com treballant en l'equip de Carl Hill. Carl Hill va rebre fons per a la investigació sobre síntesi de cetena, incloent de la National Science Foundation (NSF) i la Força Aèria dels Estats Units. Mary Hill va treballar en cetenas monomèrics, que podrien sotmetre a la polimerització, que és un pas en la creació de plàstics. L'equip va utilitzar reactius Grignard per estudiar les reaccions químiques en cetenas, amb Mary Hill desenvolupant mètodes analítics per al treball. Hill va ser coautor en més de 40 articles.

## Vida personal
Hill estava casada amb Carl McClellan Hill, però es desconeix la data exacta del seu matrimoni. Una font diu que es van casar dos anys després que un company de classe els presentés als 16 anys mentre que una altra indica que es van casar durant el seu segon any en el Virginia State College, suggerint que el seu matrimoni va passar en algun lloc entre 1925 i 1927. En una entrevista a un diari de 1963, les aficions esmentades eren llegir, estudiar alemany i rus, i gaudir de l'organització de flors i veure futbol. Va ser membre de Beta Kappa Chi. Hills acabava de tornar d'un viatge a Anglaterra quan va morir d' "una disfunció cardíaca" que va tenir a l'Hospital King' s Daughters a Frankfort, Kentucky el 12 de febrer de 1969.